# NGC 2959
NGC 2959 is een balkspiraalstelsel in het sterrenbeeld Grote Beer. Het hemelobject werd op 28 oktober 1831 ontdekt door de Britse astronoom John Herschel.

## Synoniemen
- UGC 5202
- MCG 12-9-62
- ZWG 332.61
- KCPG 211A
- IRAS09409+6849
- PGC 27939